# Bożena Kamińska-Kaczmarek
Bożena Kamińska-Kaczmarek (ur. 20 sierpnia 1961) – polska profesor nauk biologicznych. Specjalizuje się w embriologii, oraz biologii molekularnej i neurobiologii. Członkini korespondentka krajowa Polskiej Akademii Nauk od 2016 roku. Pracownik naukowy Instytutu Biologii Doświadczalnej im. Marcelego Nenckiego PAN, Warszawskiego Uniwersytetu Medycznego oraz Międzynarodowego Instytutu Onkologii Molekularnej w Poznaniu.
Absolwentka Uniwersytetu Warszawskiego (kierunek biologia, rocznik 1985). Doktoryzowała się w 1991 roku na podstawie pracy zatytułowanej „Regulacyjna rola polamin i indukcji cyklu komórkowego mysich limfocytów T”. Habilitację uzyskała w 1997 roku na podstawie rozprawy naukowej pt. „Aktywacja czynnika transkrypcyjnego AP-1 w procesach plastyczności neuronalnej i neurodegeneracji”. Tytuł profesora nauk biologicznych nadano jej w 2003 roku.
Otrzymała Nagrodę Fundacji na rzecz Nauki Polskiej (nazywaną „polskim Noblem”) za rok 2021 w obszarze nauk o życiu i o Ziemi za odkrycie mechanizmów, które powodują, że glejaki złośliwe tak przeprogramowują komórki odpornościowe, aby wspierały rozwój tych nowotworów mózgu.

## Nagrody i wyróżnienia
W trakcie swojej kariery naukowej została uhonorowana między innymi:
- Nagrodą Prezesa Rady Ministrów za wybitną habilitację (1998),
- Wyróżnieniem Wydziału II PAN (dwukrotnie – 2001, 2008),
- Nagrodą Wydziału II PAN (2015),
- Subwencją Fundacji Na Rzecz Nauki Polskiej MISTRZ (2004),
- Subwencją Fundacji Na Rzecz Nauki Polskiej TEAM TECH CORE FACILITY (2016),
- Srebrnym Krzyżem Zasługi (1998)[5],
- Złotym Krzyżem Zasługi (2003)[6],
- Krzyżem Kawalerskim Orderu Odrodzenia Polski (2009)[7],
- Krzyżem Oficerskim Orderu Odrodzenia Polski (2020)[8],
- Medalem Komisji Edukacji Narodowej (2012)
- Nagrodą Fundacji na rzecz Nauki Polskiej (2021)[4]